# يمنى الحلبي
يمنى الحلبي (1992 -)، ممثلة سورية.

## عن حياتها
حياتها في مجال الفن قصيرة ولم تتعدى الست سنوات بداية من عام 1998 وحتى عام 2004، ظهرت خلال هذه الفترة في عدة أعمال فنية وهي ما زالت في مرحلة الطفولة، بدايتها مع فيلم "شمس" والذي جاء بترشيح صديقة والدتها الكاتبة ريم حنا، ثم اختارها الكاتب أحمد حامد للعمل في مسلسل «الخوالي» وهو من أشهر الأعمال التي شاركت فيها. وتعتبر من أشهر الأطفال الذين ظهروا في المسلسلات السورية.
كما عملت لدي شركة «سبيس تون» في الدبلجة، وعملت أيضاً لدي شركة سنا بحكي قصص مسلسل "أعظم انسان" عام 2004 وبعد ذلك تركت المجال الفني وتفرغت لدراستها حيث درست الإعلام تخصص الإخراج الوثائقي في الأردن، وتزوجت في 2015 وتفرغت لأسرتها، وهي تقيم في الإمارات.

## أعمالها الفنية
- مدينة المعلومات - مسلسل2004م
- بقعة ضوء ج3 - مسلسل 2003م
- بنات أكريكوز مسلسل 2003م
- ومضات من تاريخنا - مسلسل 2003م
- الفصول الأربعة ج2 - مسلسل 2002م
- تمر حنة - مسلسل 2001م
- الخوالي - مسلسل 2000م
- شمس 1998م فيلم
- قانون ولكن